# Gabriel Louis de Caulaincourt
Gabriel Louis de Caulaincourt (Leschelle, 15 novembre 1740 – Parigi, 27 ottobre 1808) è stato un militare e politico francese.
Era il figlio di Marc Louis de Caulaincourt e di Henriette Le Cat d'Hervilly.
Nel 1786 diventò Capitano della Monarchia di Luigi XVIII.
Nel 1800 il Primo Console Napoleone Bonaparte lo nominò Generale.
Nominato Cavaliere dell'Ordine di San Luigi nel 1772, nel 1803 diventò membro della Legion d'onore. Venne nominato da Napoleone Bonaparte senatore del Sénat conservateur il 1º febbraio 1805 e conte dell'Impero il 24 aprile 1808.
Sposato con Anne Joséphine de Barandier de La Chaussée d'Eu, ebbe 4 figli: Armand Augustin Louis de Caulaincourt, Auguste Jean-Gabriel de Caulaincourt, Augustine Louise de Caulaincourt e Augustine Amicie de Caulaincourt.